# Rolândia
Rolândia là một đô thị thuộc bang Paraná, Brasil. Đô thị này có diện tích 460,153 km², dân số năm 2007 là 55750 người, mật độ 120,1 người/km².